# 국립서양미술관

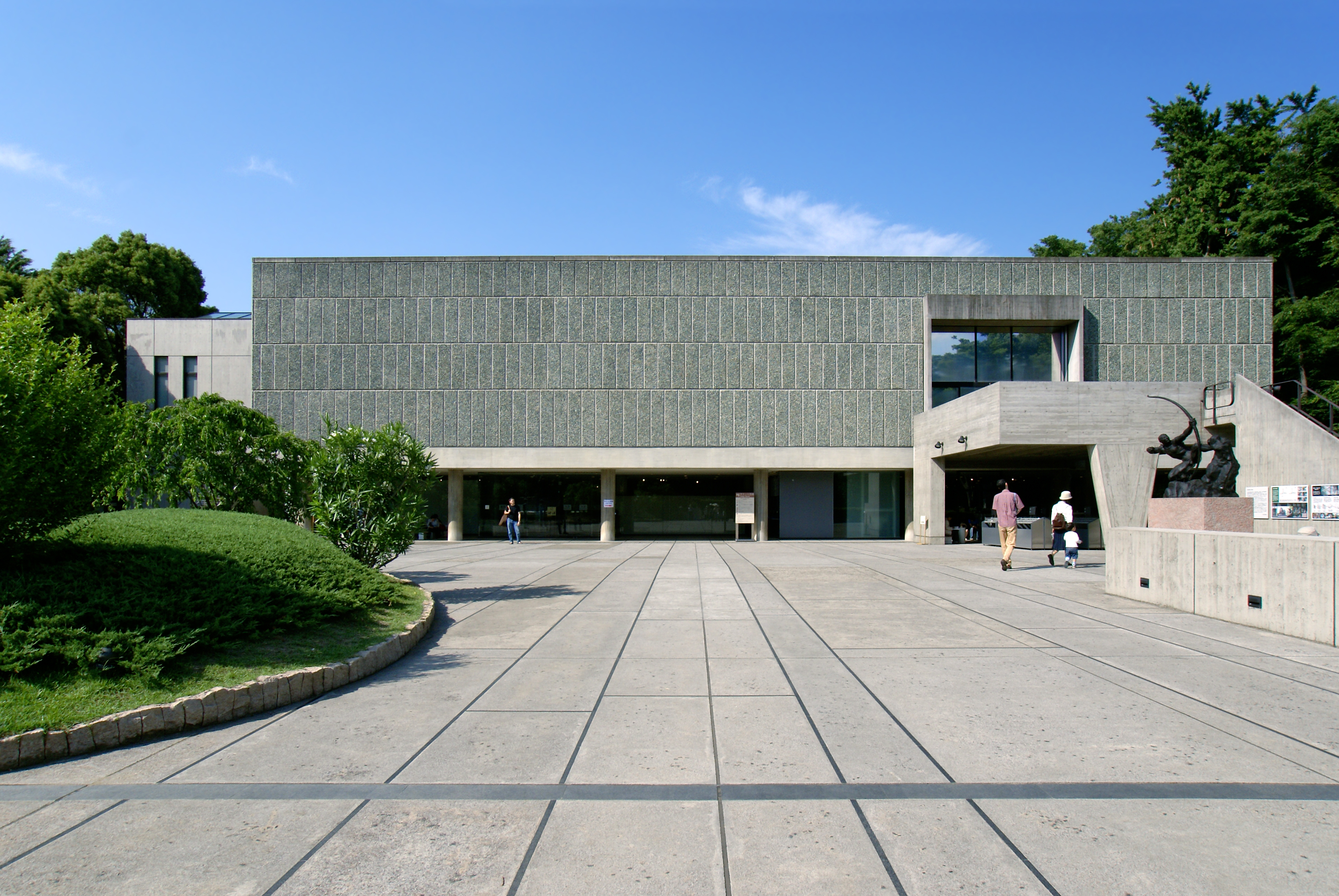
국립 서양미술관

국립 서양미술관(일본어: 国立西洋美術館, こくりつせいようびじゅつかん 고쿠리쓰세이요비쥬쓰칸[*])은 일본 도쿄도 다이토구 우에노 공원 안에 설치되어 있는 미술관이다. 1959년에 설립되었다. 본관은 프랑스의 건축가 르코르뷔지에의 작품으로 1998년 일본의 공공 건축 100선에 소개된 적이 있었다. 관내에는 다양한 서양 미술 작품이 있다.